# Anita Katarzyna Wiśniewska
Anita Katarzyna Wiśniewska (ur. 5 września 1995 w Miastku) – polska poetka.

## Życiorys
Publikowała w zbiorach pokonkursowych, almanachach powarsztatowych i prasie literackiej (m.in. w Gazecie Kulturalnej, Salonie Literackim, Helikopterze, Piśmie Inter- i 2Miesięczniku).
Laureatka konkursów poetyckich, m.in.: 38. OKP im. Haliny Poświatowskiej (kat. przed debiutem, 2017), XIII OKP im. Michała Kajki (2017), VI OKP o Trzos Króla Eryka (2017), XIII OKL im. Stanisława Grochowiaka (2018), XLIV OKP Jesienna Chryzantema (2019).
W 2018 zadebiutowała tomem poetyckim Oddawanie zimna (wyd. Stowarzyszenie Salon Literacki). Kilka lat wcześniej wydała arkusz poetycki Niedomgnienia (2012).